# Kojata I. Hrabišic
Kojata I. Hrabišic († po roce 1060) byl český šlechtic z rodu Hrabišiců. Po nástupu Vratislava II. na trůn se stal kastelánem v Bílině. V roce 1068 byl jmenován správcem knížecího dvora, neboli komorníkem. Poté se však proti Vratislavovi postavil, když ve spojení s moravskými údělníky Konrádem a Otou I. Olomouckým prosadil volbu Jaromíra pražským biskupem. Vratislav Kojatu proto následně vyhnal ze země. Další informace o něm nejsou známy.

## Život

### Bílinským kastelánem
Narodil se jako syn Všebora I. Hrabišice. O jeho působení před rokem 1061 se nedochovaly žádné zprávy. V době kdy se poprvé objevil v pramenech byl již určitě zkušeným předákem, který dosáhl minimálně hranice středního věku. Po smrti knížete Spytihněva II. nahradil Mstiše, který uprchl ze země, v pozici správce Bíliny.
| „                 | Přišel kníže i biskup, a jakmile byl kostel v podhradí posvědcen, vystupil kníže na hrad k obědu a rovněž se posadili k hodovním stolům hradský správce spolu s biskupem. Za oběda přišel mu posel pošeptati: „Odňata je ti správa hradu a dána synu Všeborovu, Kojatovi;" ten byl toho času první na dvoře | “ |
| — Kosmova kronika | |   |

Bílínská kastelánie měla velký význam. Vedla tudy totiž srbská cesta a na území kastelánie se kromě Bíliny nacházelo ještě jedno významné hradiště – Chlumec. Kojatovo působení v tomto úřadu možná zapříčinilo, že po mnoho generací se rodová doména Hrabišiců nacházela v severních Čechách.

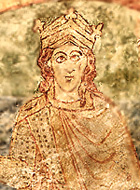
Vratislav II., kterému Kojata sloužil

### Komorníkem, útěk ze země a smrt
Další zpráva o Kojatovi pochází z roku 1068, kdy působil ve funkci správce knížecího dvora, neboli jako komorník, tedy v nejvyšším dvorském úřadu své doby. V této pozici se Kojata podle Kosmovy kroniky dokonce rozhodl postavit knížeti, a to ve chvíli, kdy zemřel pražský biskup Šebíř, čímž vyvstala otázka, kdo se stane jeho nástupcem. Mladší bratři knížete Vratislava II. Konrád I. Brněnský a Ota I. Olomoucký na biskupský stolec chtěli povolat svého bratra Jaromíra. Vratislav ale na stolec plánoval dosadit probošta Lance, kterého představil své družině.
| „                       | Tu Kojata, syn Všeborův, správce knížecího dvora, jenž to již dále nemohl snésti, stoje po pravici Oty, bratra knížete, silně ho udeřil do boku, a jak byl člověk upřímná a mluvil od plic, řekl: „Co stojíš jako osel před lyrou? Proč se neujmeš svého bratra? Což nevidíš, že se tvůj bratr, syn knížecí, odstrkuje a příchozí cizozemec, jenž do naší země přišel bez kalhot, povyšuje na biskupský stolec? Ale ruší-li kníže přísahu svého otce, budiž daleko od nás, aby duše našich otců u Boha pro takovou přísahu vydávaly počet nebo trpěly test. Víme - a o to se zasazujeme, jak můžeme, že váš otec Břetislav zavázal nás i naše otce pod přísahou víry k tomu, aby po smrti biskupa Šebíře byl váš bratr Jaromír biskupem." | “ |
| — Kosmova kronika česká | |   |

Kojatu podpořil i žatecký kastelán Smil. Oba potom spolu s přívrženci Jaromírovy kandidatury opustili Vratislavův tábor a odebrali se za Vratislavovými mladšími bratry. Vratislav s hrstkou věrných bojovníků mezitím prchl do Prahy. Cestou vyslal posla, aby pozval své bratry do Prahy, a slíbil, že splní otcovo přání. Když bratři obdrželi záruky, že Vratislav míní návrh vážně, odebrali se za ním. Brzy poté 11. června byl jimi Jaromír skutečně zvolen pražským biskupem. Zatímco bratři knížete Vratislava odjeli bez problémů na Moravu, Kojata se Smilem raději z obavy před trestem uprchli ze země.
| „                       | Avšak Smila a Kojatu, ač mezi knížaty jednali o věci pravé a spravedlivé, byl by býval kníže beze všeho slyšení potrestal jako nepřátele země, kdyby nebyli v noci tajně uprchli a zmizeli. | “ |
| — Kosmova kronika česká | |   |

Další osud Kojaty je neznámý. Není známo, zda se Kojata vrátil do země ještě za vlády Vratislava, nebo až po jeho smrti v roce 1092 (v té době by mu bylo asi přes 60 let). Nejsou známa ani jména jeho dětí. Mohl být otcem Hrabiše I., rádce knížete Bořivoje II., jenž ale mohl být synem také hypotetického bratra Kojaty Všebora II.